# Joseph Wagner

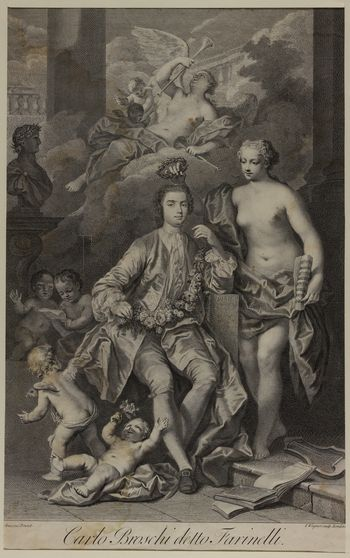
Farinelli, miedzioryt Josepha Wagnera

Joseph Wagner (1706–1780) – szwajcarski miedziorytnik.
Urodził się w Thalendorf am Bodensee. Kształcił się w Monachium, we Włoszech, w Londynie i Paryżu, m.in. u Jacopo Amigoniego Wagner pracował w Rzymie, Bolonii, Paryżu i Anglii (1733). Jego pierwszym zleceniem w Anglii było wygrawerowanie portretów córki Jerzego II – Anny, Amelii i Karoliny.
Po kilku latach spędzonych w Londynie, Wagner wrócił do Wenecji. Od 1739 mieszkał w Wenecji, prowadził wydawnictwo i zakład rytowniczy. Wyspecjalizował się w precyzyjnej grafice reprodukcyjnej, pejzażach i wedutach. Prowadził także galerię sztuki.
Wśród jego najbardziej znanych rycin są: „Piotr Wielki, cesarz Rosji”, „Święta Rodzina”, „Jan na pustyni”, „Spotkanie Jakuba i Racheli” i obraz „Maryi, Józefa i Dzieciątka Jezus” zaprojektowane przez malarza włoskiego Francesco Solimena.
Do jego uczniów zaliczali się m.in.: Charles Joseph Flipart, F, Berardi i F. Brünet.

## Tytuły
W 1843 roku został pośmiertnie uhonorowany tytułem honorowego obywatela Lublany.